# Congregação das Servas de Maria do Brasil
A Congregação das Servas de Maria do Brasil (sigla S.M.B.), é uma congregação religiosa servita feminina, fundada com ajuda de um sacerdote italiano, naturalizado brasileiro, o Padre Nino Minelli, juntamente com uma moça paulista, que vivia no Rio de Janeiro, e que assumiria o nome religioso de Maria Cecília Juliana de São José e de sua amiga Carlinda Rocha, que mais tarde teria o nome religioso de Maria Agostinha da Imaculada.
Tornou-se um instituto de Vida Consagrada, de Direito Diocesano, conforme Decreto de 19/10/1921, assinado pelo bispo da Diocese de Caratinga, Minas Gerais, Dom Carlos Fernandes da Silva Távora. Tão somente através do Decreto em 02/05/1922, foi agregada a Ordem do Servos de Maria, resguardando assim sua autonomia jurídica.
Declara canonicamente ereta e instituída, a Congregação teve sua sede Geral na cidade de Carangola, Minas Gerais, sendo posteriormente transferida para a diocese do Rio de Janeiro, aonde se encontra até hoje, no bairro de Jacarepaguá.

## Missão
A atuação apostólica das Servas de Maria do Brasil é a educação da infância e da juventude, obras sociais, no atendimento a infância e aos jovens empobrecidos, anciãos, pensionatos, enfermos, comunidades inseridas e pastorais.

## História

### Antecedentes históricos a fundação da Congregação
A história das Servas de Maria do Brasil é perpassada, ao longo das primeiras décadas, por diversas vicissitudes decorrentes, em grande parte, do próprio contexto da vida eclesiástica nesse período, como as dificuldades encontradas pela instituição católica para realizar a sua inserção no mundo moderno; em segundo, e como consequência da anterior, o esforço por manter as mulheres dentro da subordinação à hierarquia eclesiástica.
A resistência à formação do estado moderno, e da própria sociedade urbana e burguesa, é bastante expressiva nos últimos anos do pontificado de Pio IX, inclusive mediante a proclamação do Syllabus, um documento autoritário em que se condenam diversas expressões do mundo moderno, regido pelos avanços da ciência e da técnica. Essa reação tornou-se ainda mais forte quando o Pontífice se negou a aceitar a Unificação Italiana, passando a considerar-se, a partir de 1870, como prisioneiro do Vaticano.
Após o esforço de Leão XIII de abertura da Igreja para as questões políticas e sociais, volta-se à reação conservadora com Pio X, cujo pontificado se inicia em 1903. Nesse período impõe-se ao clero o juramento antimodernista.
Dentro desde contexto histórico, o sacerdote italiano de Nápoles, Nino Minelli, foi transferido para o Rio de Janeiro em 1897, a fim de exercer, em nosso país, o ministério pastoral, auxiliando a suprir a escassez de clero, e conheceu Maria Cândida de Castro, cujo nome de batismo era Maria Brito Pinto de Azevedo e posteriormente assumiu o nome religioso de Maria Cecília Juliana de São José, considerada fundadora da Congregação das Servas de Maria do Brasil.
Maria Cândida, nascida na localidade de Bananal, na então Província de São Paulo, viera com a mãe viúva para a capital do país, o Rio de Janeiro, quando ainda adolescente, e estudou piano no Instituto Nacional de Música, sendo que esta inclinação artística constituiu um primeiro elo de aproximação com Padre Nino Minelli, que se destacava, ainda jovem, pela tendência à poesia clássica e à língua latina.
Um aspecto que merece atenção especial é o apreço que os dois nutriam pela vida consagrada. Ainda jovem, Nino apreciava a leitura da vida de santos eremitas, que se afastaram do mundo para a solidão dos desertos, onde passavam seus dias na penitência e na oração, e também a literatura da Teologia da época. Já Maria Brito alimentava, desde jovem, o desejo de ingressar num instituto religioso.

### Como nasceu a missão junto às crianças pobres
Em 22 de agosto de 1907, Padre Nino Minelli fundou Associação das Damas de Santa Cecília, a primeira associação de mulheres, destinada a dar assistência e instrução a juventude pobre, inspirado numa obra que estava sendo iniciada junto ao morro de Santa Teresa, por Camila da Conceição, que era professora do Instituto Nacional de Música, e tinha sua atenção voltada a dar instrução religiosa e instrução elementar a estas crianças pobres e desamparadas que viviam no Morro de Santa Teresa.
Este testemunho concreto de caridade serviu para dinamizar a Associação das Damas de Santa Cecília, que foi fundada numa casa vizinha de número 47 da Ladeira Cassiano, mesmo bairro, com objetivo de servir de escola e de sede da nova agremiação; podendo assim, ajudar a outras crianças e jovens necessitadas.
Maria Cândida morava com sua amiga Carlinda Rocha, considerada co-fundadora da Congregação, que mais tarde assumiria o nome religioso de Maria Agostinha da Imaculada.
Atuavam como Filhas de Maria na Paróquia Nossa Senhora da Glória, e ambas também foram convidadas pelo Padre Nino Minelli a fazer parte desta associação de mulheres.
Com a finalidade de obter recursos para a manutenção da obra educacional iniciada na Ladeira de Santa Teresa, foi projetada a realização de diversos concertos com a presença de Sua Eminência o Cardeal Arcoverde.
Em 17 de março de 1909 foi fundada outra escola da Associação das Damas de Santa Cecília na Rua Dona Maria, 97, sendo a cerimônia inaugural feita pelo Padre Nino Minelli, fundador da associação e seu diretor.
Tudo indicava que se estavam criando algumas condições para que, anos depois, surgisse a ideia de uma Congregação brasileira, da qual Maria Cândida seria a primeira superiora e Carlinda Rocha ocuparia lugar de destaque no grupo da fundação. Essa era a ideia de Padre Nino Minelli, mas não das duas jovens.

#### Escola de Pacau - Projeto educacional em Minas Gerais
Neste mesmo tempo, desde 1908, um fazendeiro do Sul de Minas, Pedro Gordilho Paes Leme, atendendo a uma solicitação da esposa Maria José, oferecera à Associação Santa Cecília um terreno para a construção de um colégio.

Padre Nino, um homem sonhador, se entusiasmara pela ideia, conforme ata da terceira reunião da Associação, ocorrida a 19 de fevereiro de 1908, sob a presidência de Camila da Conceição:
"À uma hora da tarde, o diretor declarou aberta a sessão. Comunicou que a Associação acabava de receber dez hectares de terreno que o Sr. Dr. Pedro Gordilho Paes Leme cortou de sua fazenda, na localidade chamada Pacau, Estrada de Ferro Sapucaí. O doador cede este terreno com o fim de edificar um colégio e uma capela que, a pedido de sua senhora, Exma. Dona Maria José Paes Leme, receberá o título de Nossa Senhora da Vitória."
Como se pode observar, o Padre Nino, na prática, não levou em conta a necessidade de autorização do Conselho da Associação e a escola passou a funcionar, não obstante o parecer negativo da Associação.
A Escola de Pacau, portanto, vinha funcionando como se constituísse uma atividade da Associação, mas dependendo exclusivamente dos entendimentos entre Padre Nino e o fazendeiro Paes Leme.
A Associação se sentiu insatisfeita com essas medidas tomadas a respeito da obra de Pacau, situada num lugar distante, cujas atividades elas não podiam orientar e nem sequer acompanhar devidamente.
Criou-se um grave desentendimento entre Padre Nino e o Conselho da Associação, desfazendo-se, assim, a Associação das Damas de Santa Cecília.

Abandonado pela maioria dos membros da Associação, encontrou fidelidade apenas em Maria Cândida de Castro e Carlinda Rocha, conforme ficou registrado na nova ata extraordinária, redigida nos seguintes termos:
"Aos quatro dias de fevereiro de mil novecentos e catorze, às três horas, na casa n. 64 da rua da América, em virtude da convocação nos jornais do Comércio, Brasil e Correio da Manhã, durante os dias vinte e sete, vinte e oito e vinte nove de janeiro próximo passado, realizou-se em segunda convocação da segunda reunião, tendo comparecido as seguintes sócias: Maria Cândida de Castro e Carlinda Rocha."
De acordo com o Estatuto, Padre Nino convidou as damas presentes, Maria Cândida de Castro e Carlinda Rocha, a prestarem fidelidade à continuidade da obra por ele presidida, passando a presidência do novo projeto à D. Maria Cândida de Castro. Por conseguinte, de 1907 a 1915, por todo o tempo em que sobreviveu a Associação Damas de Santa Cecília, essas duas moças permaneceram ao lado do Padre Nino, apoiando-o em suas iniciativas culturais e assistenciais.

#### Fundação da Associação das Servas de Maria e do Orfanato São José (São Gonçalo - RJ)
O ingresso de Maria Cândida como postulante das Pequenas Irmãs da Divina Providência, no bairro de Barreto em Niterói, nos primeiros meses de 1917, marcou não só o início de uma nova etapa de sua vida, como também criou as condições preliminares para que pudesse ocorrer, em seguida, a fundação de um novo instituto religioso feminino.
Na realidade, as origens da Congregação das Servas de Maria estão vinculadas, diretamente, à ação do pároco de S. Gonçalo, Monsenhor José Silveira da Rocha, que desejoso de fundar uma escola em sua paróquia, convidou Maria Cândida de Castro para que deixasse as Pequenas Irmãs da Divina Providência a fim de assumir a direção dessa nova obra.
Monsenhor José Silveira da Rocha, um padre zeloso e conceituado na diocese de Niterói, tinha o projeto de fundar uma obra assistencial, que pudesse oferecer amparo as meninas pobres, em número bastante expressivo naquela vila, a relativa distância da cidade de Niterói. Em 17 de junho de 1917 foi fundado o Orfanato São José, sob a administração de Maria Cândida.
Em agosto de 1917, no mesmo ano, portanto, Carlinda Rocha, embora ainda não tivesse feito os votos religiosos, já se considerava uma mulher que tinha consagrado sua vida totalmente a Deus. De fato, ela viera juntar-se a Maria Cândida, que estava então à frente do Orfanato São José, na vila de São Gonçalo, próxima a Niterói.
Apesar dos sérios desentendimentos entre as Filhas de Maria e Monsenhor Rocha, as moças fundaram uma nova Associação sob o nome simplificado de Servas de Maria, sendo então escolhido como diretor o Padre Nino Minelli.
Com a vinda de outras moças para a associação, foi possível pensar também em abrir um Colégio para as meninas que pudessem pagar, e foi designado como Colégio da Imaculada Conceição, mas que ao final do ano 1919, ocorreu a cisão da associação com o Monsenhor.
Em razão das dificuldades de convivência pacífica com Monsenhor Rocha em São Gonçalo, essas associadas decidiram transferir-se para o Bairro de Jacarepaguá, na cidade do Rio de Janeiro:
"Aos 20 do mês de janeiro de 1920, nesta Vila de São Gonçalo, à Rua Coronel Tamarindo, n. 2, às 12 horas, reuniu-se o Conselho da Associação das Servas de Maria, a cujo cargo está o Orfanato de São José, tendo comparecido as conselheiras Maria Cândida de Castro, Carlinda Rocha, Decymira Teixeira Leite e Elvira Gambarelli. A presidente Maria Cândida de Castro declarou aberta a sessão, e explicou que o fim da reunião era deliberar a transferência do referido Orfanato para a Estrada da Freguesia, n. 1012, em Jacarepaguá."
A partir dos anos 1920, com os pontificados de Pio XI e Pio XII ocorre, de novo, uma gradual e significativa abertura da Igreja para os problemas da sociedade contemporânea. Em razão dessas diferentes tomadas de posição, também a Igreja do Brasil ficou dividida entre aqueles que apregoavam uma volta à tradição sacra medieval e os que propugnavam um diálogo mais expressivo com o mundo. Padre Nino Minelli permaneceu mais vinculado à cultura clássica e à mentalidade religiosa medieval, que havia produzido um número significativo de santos. Sob essa mesma influência, desejou moldar a Congregação das Servas de Maria, com forte tônica contemplativa, inspirada na tradição das religiosas de clausura. Entretanto, a Congregação tinha também uma dimensão assistencial e educativa, conduzida desde o início por Irmã Maria Cecília.
Não deixa de ser expressivo que ela sempre tenha considerado como data da fundação do instituto, o dia 17 de junho de 1917, quando se inaugurou a escola de São Gonçalo. Esse compromisso educativo exigia uma maior abertura das irmãs para a vida da sociedade, em que deveriam se inserir. Essa era a posição defendida por vários amigos da Congregação, como Mons. Aristides Rocha, com relação ao Colégio de Caratinga, e como o bispo D. Carloto, com relação à Escola Normal de Carangola, locais aonde atuaram mais tarde das Servas de Maria.

#### A vinda da Congregação e do Orfanato para Jacarepaguá
Diante de algumas restrições feitas pelo Cardeal Leme, Padre Nino não se deteve em tomar uma posição de avanço para que a jovem Congregação tivesse seu começo segundo as exigências eclesiásticas. Entrou em contato com o novo bispo de Caratinga, Dom Carloto Távora, através de seu irmão Belizário Távora, que prontificou-se a erigir a nova Congregação em sua diocese, Caratinga, tão logo fosse obtida a autorização da Santa Sé, e a agregação à Ordem dos Servitas.
Destaca-se também o apoio inicial do vigário da Paróquia de Nossa Senhora do Loreto, o Padre Felício Magaldi, barnabita que, atendendo a um pedido do bispo de Caratinga, dava, por escrito, o seguinte depoimento sobre os primórdios da obra:
"No mês de fevereiro do ano de 1920, o Sodalício sob o título de Servas de Maria, sem quase nenhum subsídio humano, contando apenas com a proteção de Deus e da beata Virgem Maria, veio de Niterói para esta paróquia, como 50 meninas órfãs e 10 irmãs. Na Ladeira da Freguesia, n.36, foi alugada uma casa para o colégio, e na Estrada da Freguesia, n. 1012, uma para o orfanato, fixando assim sua primeira sede neste bairro suburbano de Jacarepaguá. A aceitação do povo foi tão grande, e tão singularmente benevolentes mostraram-se para com elas, que, após breve tempo, ou seja, no ano passado de 1921, puderam adquirir uma belíssima propriedade, na Estrada da Capenha, n. 280 (onde estabeleceram seu domicílio permanente), através de esmolas no valor de 86:000$000 réis, equivalentes a 220.000 libras italianas. Além disso, a boa fama delas cresceu e se propagou de tal forma que as autoridades da prefeitura municipal estabeleceram subvenções para as órfãs, que elas recebessem por conta do Município, através de um convênio registrado em ata, afim de que fossem educadas e instruídas nas letras. Na propriedade a elas pertencente, foi por mim estabelecida a escola de catecismo paroquial. Atestamos finalmente que elas foram muito bem aceitas pelas autoridades civis e eclesiásticas, que estão imbuídas de bom espírito, encontram benevolência, e são de utilidade para os fiéis, constituem alegria para o pároco, e constituem um ornamento nobilíssimo para a vinha de Nosso Senhor Jesus Cristo"
Finalmente, em 14 de abril de 1920, através do Vigário da Paróquia Nossa Senhora do Loreto e em manuscritos de Madre Cecília, o Cardeal Arcoverde introduz a presença do Santíssimo Sacramento no Orfanato de São José. A partir desse fato, a comunidade religiosa e as órfãs passam a ter a celebração da Santa Missa em casa. Constitui-se, assim, a verdadeira fundação de uma comunidade religiosa segundo o Direito Eclesial.

### Decreto de Ereção Canônica da Congregação na diocese de Caratinga
Nos primeiros contatos que tiveram com Dom Carloto Távora, as religiosas decidiram se estabelecer na diocese de Caratinga por uma razão muito prática: Dom Carloto Fernandes da Silva Távora fora o bispo que se dispusera a fazer a criação canônica da Congregação.

O periódico A Verdade, editado pelo Padre Joaquim Furtado d’Almeida, no número de 21 de julho de 1921, publicava a seguinte nota:
"Vindo do Rio, com passagem por Juiz de Fora, chegou a esta cidade na passada segunda-feira, S. Excia. Revma. Sr. D. Carloto Fernandes Távora, acompanhado do Revmo. Sr. P. Nino Minelli, que vem tratar da entrega do Asilo às Irmãs Religiosas Servas de Maria, que em princípios de agosto devem chegar a esta cidade. A vinda das irmãs é um benefício de grande alcance moral e social, que muito há de contribuir para bem estar dos asilados, e para o bom nome da cidade. É, porém, necessário que todas as almas generosas e boas lhe prestem o seu auxílio."
Em 19 de outubro de 1921, foi erigida e instituída o Pio Sodalício das Servas de Maria, pela autoridade ordinária conferida ao bispo pelo cânon 686 parágrafo 2, naquela diocese de Caratinga, pela qual se pronunciou e declarou canonicamente ereto e instituída.
A partir deste momento o Sodalício das Servas de Maria torna-se uma congregação diocesana, sob a dependência da diocese de Caratinga, sendo que no mesmo documento o Padre Nino é designado Diretor da nova congregação diocesana.
Em 01 de março de 1922, é feito outro decreto de Ereção Canónica de forma mais ampla através de um especial nihil obstat da Sagrada Congregação dos Religiosos.

### Decreto de Agregação a O.S.M. - Reconhecimento segundo o Direito Eclesial
A primeira instituição que encontramos a se pronunciar é a Ordem dos Servos de Maria que, só depois de aprofundada investigação sobre a seriedade da vida consagrada dos membros do jovem instituto, agregou toda a Congregação à Ordem, através de Decreto em 2 de maio de 1922. O Decreto de agregação permitia a participação de todos os membros aos bens espirituais, graças e privilégios dos quais a Ordem havia sido aprovada desde a Baixa Idade Média, de 1240 em diante, no século treze, portanto. Este evento foi comunicado às autoridades da Arquidiocese com o nome de Sodalício das Servas de Maria.
Com a criação canônica e a agregação à Ordem dos Servos de Maria, a jovem Congregação estava autorizada a realizar profissão religiosa com votos públicos. Foi-lhe exigida a observância da Regra de Santo Agostinho, enfatizado a importância da leitura dos textos referentes a Mística Cidade de Deus e a elaboração das próprias Constituições.
A publicação das primeiras Constituições teve desdobramentos que levaram as Servas de Maria, hoje com o acréscimo “do Brasil”, a sustentarem sua autonomia de agregação à Ordem e de elaborar seu texto conforme suas necessidades.
Com a aprovação das Servas de Maria como Congregação diocesana, foi possível realizar no Rio as primeiras vestições e profissões religiosas. A Congregação das Servas de Maria pôde, assim, não só consolidar o Orfanato São José, como ainda inaugurar, em 1927, o Colégio Nossa Senhora Rainha dos Corações. Na prática, durante esse período, o Orfanato de Jacarepaguá continuou funcionando como se fosse a casa-mãe da Congregação.
As Servas de Maria, portanto, tinham o seu centro propulsor das atividades no Rio de Janeiro, mas ao mesmo tempo atuavam como religiosas pertencentes a uma congregação diocesana do bispado de Caratinga.

### Expansão da jovem Congregação
Para atender a esta expansão do carisma, que ia sempre mais se afirmando com a entrada de novas vocações e o testemunho das irmãs, Madre Cecília teve de fazer muitas viagens em razão das sucessivas solicitações que recebia de vários lugares. Essas viagens tinham como objetivo examinar as condições oferecidas nas cidades, tanto para a abertura de novas fundações, como para a aceitação da direção de obras já existentes, conforme alguns exemplos abaixo:

#### Escola Normal Arthur Bernardes - atual Escola Servita Regina Pacis (Carangola - MG)
De início, em 1921, as Servas de Maria se estabeleceram em Carangola para assumir a direção de um Asilo de Caridade. Mas no mesmo ano decidiram também tomar a seu cargo a Escola Normal da cidade, atendendo ao desejo das lideranças políticas de Carangola. Era a Escola Normal Arthur Bernardes.
O Padre Joaquim Martins Ferreira foi o mediador das religiosas para a compra da Escola Normal. Só com muito sacrifício e ajuda de pessoas notáveis da cidade é que puderam sanar as dívidas que haviam contraído. O que ajudou muito a Escola Normal foi o corpo docente constituído só pelas irmãs: cada uma se sobrecarregava com várias disciplinas de acordo com a sua especialidade de formação acadêmica.
O semanário católico intitulado “A Verdade”, publicou, em 1922, um artigo concitando os católicos e suas famílias a matricularem suas filhas na Escola Normal se quisessem dar a elas uma boa e esmerada educação:
“...tudo que é prática da vida, tudo o que a sociedade moderna exige de uma senhora bem educada, ali lhe será ministrado, dentro dos limites da boa moral”.
Procedeu-se à elaboração dos Estatutos, que constatou as ótimas condições físicas e morais da escola assim como seus corpo discente e docente. A respeito deste, ressalta-se a eficiência de seu professorado, de reconhecida competência, com grande tirocínio no magistério, dispondo para o estudo das ciências de todo o material necessário.
Depois de quatro anos de abertura e funcionamento do Colégio, as suas obras haviam avançado pouca coisa. Irmã Gertrudes foi uma das diretoras que, com D. Carloto, com quem conversava bastante sobre a questão, encontrou muito apoio e orientação.
Em 1942, a Escola Normal Arthur Bernardes acrescenta ao nome Ginásio Regina Pacis, e em 1970 seu nome se modifica para a então Escola Servita Regina Pacis, que foi posteriormente declarado patrimônio histórico e cultural.
O bom resultado obtido na realização deste projeto levou as Servas de Maria a aceitarem outra obra em Carangola, para a abertura de um colégio em Caratinga, sede da diocese.

#### Obras na Diocese de Mariana (Rio Pomba e Ouro Preto - MG)
Em 1923, em Minas Gerais, Diocese de Mariana, recebem o convite de assumirem a direção de um orfanato em Rio Pomba, e, em seguida, a direção do orfanato Santo Antônio em Ouro Preto, obras nas quais as Servas de Maria pouco conseguiram realizar e se retiraram.

#### Colégio São Geraldo (Guaçuí - ES)
Em 1924 no Espirito Santo, em visita ao município de São Miguel dos Veados, atual município de Guaçuí, o Sr. Nestor Gomes, então presidente do Estado, adquiriu um prédio objetivando ceder o lugar para servir de uso para um Colégio Católico, onde funcionasse um Escola Normal. Por intermédio da Sra. Maria Viana Emery e seu irmão, o deputado e coronel Geraldo Viana, conseguiram três irmãs da Congregação da Servas de Maria do Brasil para dirigir o estabelecimento.
Inaugurado em agosto de 1924, recebeu o nome de Colégio São Geraldo. Em 1926, as irmãs Servas de Maria do Brasil e Padre Nino Minelli, segundo Capelão, retiram-se da direção do estabelecimento.

#### Santa Casa de Misericórdia (Santa Rita do Sapucaí - MG)
As Servas de Maria não pararam por aqui. Dom Otávio Chagas de Miranda, bispo de Pouso Alegre, sentiu a necessidade de abrir sua diocese a mais um serviço que estava faltando e convidou as Servas de Maria para assumirem a direção da Santa Casa de Misericórdia em Santa Rita do Sapucaí em 15 de outubro de 1924. Concedidas as licenças exigidas para uma nova fundação, e garantida a assistência religiosa à comunidade que iria prestar seu serviço, as irmãs permaneceram poucos anos nessa obra.

#### Escola Normal Dr. Basílio Furtado (Rio Novo - MG)
A presença das Servas de Maria na Diocese de Juiz de Fora foi pouco significativa pelo fato da jovem Congregação ter a sua casa-mãe no Rio de Janeiro, e estarem vinculadas como Congregação diocesana ao bispo de Caratinga. Tal condição de presença levou as religiosas, pouco tempo após à tomada de posse do prelado, Dom Justino José de Santana, a assumirem a direção da Escola Normal Dr. Basílio Furtado, de Rio Novo, em 14 de fevereiro de 1925, e permaneceram neste centro educativo por cinco décadas.
Irmã Maria Benigna Consolata foi a primeira diretora do Colégio da Imaculada Conceição de Rio Novo. Chegou a Rio Novo em 1924 e ali permaneceu ao longo de duas décadas, apenas com uma breve interrupção para cuidados de saúde em 1928. Em princípios de 1945, entretanto, teve que deixar a direção do estabelecimento porque foi eleita superiora geral da Congregação, em decorrência do falecimento de Madre Maria Cecília.

No início de março de 1945, um periódico local publicava um artigo elogioso a respeito de Madre Maria Benigna, sob o título “Um preito de justiça e gratidão”:
"Encontra-se novamente, no seio de Rio Novo, desde alguns dias, a Revma. Madre Maria Benigna Consolata, figura por demais benquista em todos os nossos meios, onde é acatada por suas inigualáveis virtudes, já por seu espírito cheio de uma suave e benfazeja energia, já pelos incontáveis serviços que lhe devemos a favor da cultura e educação de nossa juventude feminina, já ainda por seu devotado espírito caritativo, profunda e abnegadamente religioso. Daqui partiu há cerca de dois meses, na simplicidade e verdade que lhe formam um caráter peculiar, com o singelo nome de Irmã Benigna, e eis que retorna agora, aureolada pelo mais alto posto da Congregação a que vem servindo tão devotamente. Mas, o honroso título de Priora Geral das Servas de Maria do Brasil não lhe alterou, absolutamente, a essência da alma: é a mesma humilde e pura Serva de Deus, tão frágil na sua aparência franzina, tão forte, no entanto, no vigor do espírito, na retidão do caráter." 

#### Colégio N.S. das Dores (Carantiga - MG)
Em 03 de junho de 1925, realizou-se a sessão solene de abertura do novo Colégio N. S. das Dores, cuja direção era confiada à direção das Servas de Maria. O periódico de Caratinga “A Época”, noticiava o evento, com detalhes, na primeira página do n. 54:
"Realizou-se quarta feira última, nesta cidade, a inauguração do Colégio N.S. das Dores, cuja direção está confiada às irmãs de Caridade da Congregação Servas de Maria. À uma hora da tarde, no edifício que para o mesmo fim havia sido adquirido pelo Revmo. Mons. Aristides Rocha, teve lugar a sessão solene da inauguração da novel casa de ensino. A sessão foi presidida pelo Exmo. Sr. Dr. José Carlos Freire Murta, juiz de direito da comarca, tendo tomado parte na mesa diretora dos trabalhos, a convite do presidente, os senhores prof. Raul de Almeida Costa, inspetor técnico regional do ensino, e Mons. Aristides Marques da Rocha, vigário geral da diocese. Aberta a sessão, deu o presidente a palavra ao orador oficial escolhido, nosso companheiro de trabalho, Colombo Etienne Arreguy, que produziu o discurso que vai abaixo publicado. Em seguida usaram da palavra o Dr. José do Patrocínio Pontes, o nosso redator Dr. Almir Ferreira de Souza, e o Dr. Pedro Brant Filho, merecendo todos os oradores prolongados aplausos dos assistentes. À inauguração compareceu o que Caratinga tem de mais seleto e mais brilhante – cavalheiros, senhoras e senhoritas de nossa alta sociedade, cujos nomes não podemos publicar por absoluta escassez de espaço. [...] Encerrando a sessão, o presidente declarou, em nome da irmã Diretora, instalado, nesta cidade, o Colégio Nossa Senhora das Dores."
O idealizador entusiasta da presença das Servas de Maria em Caratinga sempre foi o Vigário Geral Monsenhor Aristides Rocha.

#### Santa Casa de Misericórdia e o Externato (Caçapava - SP)
Encontram-se também no estado de São Paulo, na Diocese de Taubaté, em Caçapava, onde assumem a direção duas obras: Santa Casa de Misericórdia e um externato, em 30 de dezembro de 1925. Mas pouco tempo permaneceram nestas obras.

#### Hospital São Salvador (Além Paraíba - MG)
Além de Rio Novo, as Servas de Maria assumiram também outra obra na diocese de Juiz de Fora: a direção do Hospital de Além Paraíba, que se chamava Hospital São Salvador, em 08 de março de 1926. Não obstante os desentendimentos das pessoas que acompanhavam e orientavam a jovem Congregação junto à Madre Cecília, as Servas de Maria continuaram por várias décadas à frente deste Hospital.

#### Colégio Servita N.S. Rainha dos Corações (Rio de Janeiro - RJ)
O arcebispo D. Sebastião Leme e Mons. Lunardi, por sua vez, insistiam para que as Servas de Maria renunciassem ao peditório de esmolas pelas ruas, por julgarem esse tipo de atividade totalmente inadequado para um centro urbano como a capital do país. Faziam também restrições a outras práticas devotas e penitenciais, de raiz medieval. Embora as posições assumidas por esses diversos clérigos fossem, sem dúvida, mais condizentes com a sociedade da época, por vezes atuaram de forma impositiva, e até mesmo autoritária, no seu relacionamento com as religiosas.
Não se pode ignorar a questão da sobrevivência das órfãs e das religiosas que se mantinham através das esmolas, e a Irmã Maria Cecília fez a solicitação ao Cardeal Leme para a continuidade dessa atividade, mas não foi permitida.
O evento que veio ocupar o espaço deixado pelas restrições feitas à atividade de esmolar motivou a fundação do Colégio Servita Nossa Senhora Rainha dos Corações.
Em 13 de fevereiro de 1927 esta fundação se concretiza, diante da necessidade das religiosas se sustentarem e darem às órfãs o que necessitavam, seja na parte material seja na parte moral de instrução e formação religiosa.

#### Santa Casa de Misericórdia (Resende - RJ)
Na Diocese de Barra do Piraí, foram  dificuldades análogas aquelas já encontradas nas Santas Casas de outra localidades que levaram a mesa administrativa a solicitar a vindas das Servas de Maria que assumiram a direção da Santa Casa de Misericórdia de Resende, em 07 de julho de 1927.
Em 1941, assumem a administração do Asilo Nicolino Gulhot.
Deste modo, as religiosas da Congregação continuaram recebendo pedidos de assumirem obras que, naquela época, eram entregues às instituições religiosas pela falta da presença do estado brasileiro nestes lugares para atendimento do povo.

#### Resumo do Desenvolvimento da Ação Missionária da Congregação
A partir dos anos 1921 até 1926, as casas da Congregação atingiam o número expressivo de oito obras sob sua responsabilidade em vários estados do Brasil. Algumas foram fechadas e outras foram abertas. No balanço de 1931, estavam em pleno funcionamento 7 casas.
As Servas de Maria continuaram aceitando convites de serviço apostólico de quem se manifestasse, conforme histórico demonstrado abaixo:
| Abertura | Obra administrada e/ou fundada | Município             | Estado |
| 1917     | Orfanato São José | São Gonçalo           |        |
| 1919     | Transferência do Orfanato São José para RJ | Rio de Janeiro        |        |
| 1921     | Asilo de Carangola | Carangola             |        |
| 1921     | Escola Normal de Carangola Na década de 20 a denominação de Escola Normal Arthur Bernardes Em 1943 acrescenta ao nome Ginásio Regina Pacis Em 1976 passa a se chamar Escola Servita Regina Pacis | Carangola             |        |
| 1924     | Colégio Imaculada Conceição, posteriormente Ginásio N. Sr.ª Aparecida | Rio Novo              |        |
| 1924     | Santa Casa de Misericórdia e Caridade Antônio Moreira da Costa | Rio Novo              |        |
| 1924     | Colégio São Geraldo (São Miguel dos Veados) | Guaçuí                |        |
| 1924     | Orfanato São José de Rio Pomba | Rio Pomba             |        |
| 1924     | Santa Casa de Misericórdia | Santa Rita do Sapucaí |        |
| 1925     | Escola Normal Dr. Basílio Furtado | Rio Novo              |        |
| 1925     | Colégio N. Sr.ª das Dores e Escola Normal | Caratinga             |        |
| 1925     | Externato de Caçapava | Caçapava              |        |
| 1926     | Santa Casa de Misericórdia | Caçapava              |        |
| 1926     | Hospital São Salvador | Além Paraíba          |        |
| 1926     | Santa Casa de Misericórdia | Lima Duarte           |        |
| 1927     | Colégio Servita N. Sr.ª Rainha dos Corações | Rio de Janeiro        |        |
| 1927     | Santa Casa de Misericórdia | Resende               |        |
| 1930     | Casa de Recolhimento Infantil Arthur Bernardes | Rio de Janeiro        |        |
| 1930     | Santa Casa de Misericórdia | Rio Preto             |        |
| 1941     | Asilo Nicolino Gulhot | Resende               |        |
| 1960     | Hospital São João do Morro Grande | Barão de Cocais       |        |
| 1960     | Jardim de Infância Verônica Hime | Barão de Cocais       |        |
| 1965     | Casa de Nazaré | Rio de Janeiro        |        |
| 1966     | Hospital Psiquiátrico e Liceu Pedro II | Coroa Grande          |        |
| 1967     | Hospital N. Sr.ª das Mêrces | Santa Bárbara         |        |
| 1969     | Hospital Santo Antônio do Quitungo | Rio de Janeiro        |        |
| 1972     | Pensionato Madre Cecília | Belo Horizonte        |        |
| 1974     | Casa de Betânia | Rio de Janeiro        |        |
| 1984     | Casa N. Sr.ªAparecida | Pinhão                |        |
| 1999     | Casa Divina Providência | São Gabriel           |        |
| 2002     | Comunidade N. Sr.ª de Fátima | Rio de Janeiro        |        |
| -------- | --- | --------------------- | ------ |

### A crise de identidade da Congregação
Ainda que a Congregação das Servas de Maria tivesse sido beneficiada desde o início dos anos 1920 pelo expressivo apoio recebido do bispo de Caratinga, Dom Carloto Távora, no final dessa década ocorreram vários desentendimentos entre Padre Nino e Madre Cecília com o prelado, criando um elevado clima de tensão. A questão fundamental foram as dúvidas surgidas, então, sobre a legitimidade dos votos religiosos feitos pelas irmãs, baseados na interpretação dos documentos de fundação do instituto.
Cabe esclarecer que foi uma crise de crescimento, pois deu-se com as próprias pessoas que antes apoiavam a Congregação e agora a questionavam, por motivos de natureza econômica e razões religiosas.

### Transferência da Sede da Congregação para diocese do Rio de Janeiro
Em 1930, julgando-se vítimas de uma campanha de descrédito contra a Congregação, movida pelo padre Júlio Maria de Lombaerde, as suas fundadoras decidiram solicitar a transferência da sede para a Arquidiocese do Rio de Janeiro, onde acreditavam que poderia ser esclarecida com mais isenção a verdadeira natureza da instituição.
Em 30 de março de 1931, a Nunciatura comunicava que a Santa Sé dera a autorização solicitada, através de ofício endereçado a Madre Cecília, no entanto a transferência não chegou a ser efetivada de forma oficial.
Finalmente, o Decreto desta transferência tão esperada chegou em 25 de janeiro de 1945, com a autorização da Santa Sé, através da Nunciatura Apostólica.

### O reerguimento da Congregação
Em princípios de 1934, após três anos de crise, a Congregação das Servas de Maria ressurgiu com muita vitalidade. Suas obras educativas e assistenciais tiveram grande desenvolvimento, com destaque especial para a Escola Normal de Carangola.
Também o Orfanato S. José de Jacarepaguá sofreu reformas significativas, oferecendo melhores condições para a saúde e a aprendizagem das meninas.
Dessa forma, a Congregação se adequava de forma mais expressiva à evolução urbana do país e ao enfoque dado pelo governo Vargas aos setores da educação e da saúde. A posição serena assumida por Frei Basílio Röwer, designado pelo Cardeal Leme como diretor da Congregação, serviu também para tranquilizar os ânimos.
Sem cargos de direção, Padre Nino assumiu compromissos de magistério mais expressivos no Colégio D. Pedro II.
A retomada das atividades no Orfanato São José de Jacarepaguá foi registrada com fortes acentos de intensidade numa ampla reportagem realizada pelo “Correio da Manhã”, em 12 de julho de 1941. Nesta reportagem, são apresentados aspectos importantes da atuação assistencial prestada pelas irmãs no Orfanato São José:

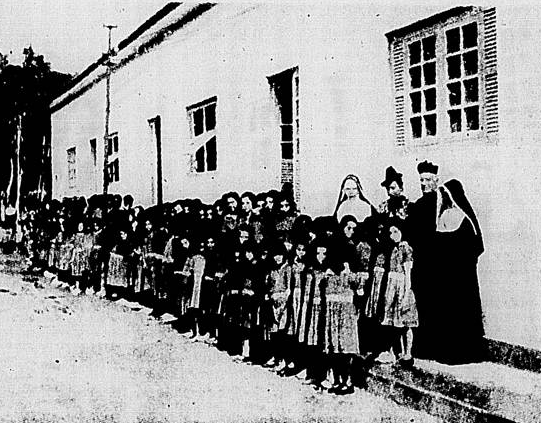
Orfanato São José, 12 de junho de 1941

"Atendendo ao amável convite, fomos dos que compareceram à inauguração das novas instalações do Orfanato São José, em Jacarepaguá, onde a solicitude e a bondade das irmãs Servas de Maria mantém, sob sua guarda, uma pequena multidão de meninas pobres. O material humano para ali drenado é o mais precário possível. Por isso mesmo, na obra tutelar de assistência que o orfanato realiza, está incluída, além da educação primária e doméstica, a redenção física das crianças pela terapêutica, pela higiene, pela mioterapia, pela alimentação, pelos esportes. Porque, como observa Madre Agostinha, diretora do Asilo, não basta educar a criança que ali vai ter! É indispensável alimentá-la, saneá-la, expurgar seu organismo dos tóxicos e parasitas, modificar suas taras atávicas, paramorfias, as atrofias torácicas, as ptoses abdominais, as deformações da coluna vertebral, curar as lesões tão frequentes nos olhos e nos ouvidos, restaurar os dentes, induzi-la ao asseio corporal...Tudo isso se faz no Orfanato S. José, sediado à estrada do Capenha, 280, em Jacarepaguá, com a solicitude e a bondade em que se excedem as irmãs Servas de Maria do Brasil, a benemérita Congregação de irmãs educadoras que tantos serviços vem prestando à infância desvalida entre nós. Há vinte anos que elas, sem outra ajuda que o amparo de pessoas caridosas, vinham mantendo o Orfanato em que se abrigavam quase duas centenas de meninas desvalidas. Há pouco tempo, e no sentido de colaborar com essa grande obra de assistência social, o Dr. Saul de Gusmão, juiz de menores, fez recolher ao orfanato cerca de cento e cinquenta menores, todas órfãs ou filhas de pais pobres a que faltavam recursos, já não dizemos para educá-las, mas, até, para mantê-las. Daí o haver contratado com as beneméritas irmãs daquela congregação, o recolhimento, ao orfanato, de um certo número de crianças, ao todo cento e cinquenta, cuja manutenção seria custeada pelo Juízo de Menores. "
Com a colaboração financeira oferecida pelo Juizado de Menores, foi possível a realização de diversos melhoramentos no estabelecimento educacional, como referia ainda na entrevista a própria diretora do Asilo, Irmã Agostinha:
"E foi assim que pudemos melhorar um pouco as instalações do Orfanato. Um pouco, não: melhoramos muito. Procedemos a uma reforma nas antigas dependências da casa, construindo alojamentos novos, além de outros melhoramentos que se faziam necessários. Ali está a enfermaria, com as caminhas limpas agora adquiridas, em amplo salão, também agora edificado. Tudo isso é fruto da ajuda que nos trouxe a colaboração do Dr. Saul de Gusmão. Devo dizer-lhe – esclarece Madre Agostinha – que essa ajuda não deu para tudo. Se reformamos o velho prédio, construindo dependências novas, não tivemos recursos para completar a obra que ainda se ressente de um refeitório e de uma cozinha conveniente aparelhada, onde as meninas aprendam a trabalhar."
Havia, portanto, uma expressiva colaboração do poder público, embora ainda insuficiente. Ao mesmo tempo em que o Orfanato São José se desenvolvia, desde o início da década de 1930, as Servas de Maria procuraram também melhorar as condições da Escola Normal de Carangola, a fim de que pudessem atender às sucessivas exigências do governo do estado de Minas.
O Orfanato São José, situado a Estrada do Capenha, n.856, passou por diversas situações ao longo deste muitos anos, e nos dias de hoje é o Centro Social de Apoio Educativo Servita São José.

### Orientações para a esfera educativa
Enquanto a instrução atingia prioritariamente a inteligência, a educação era direcionada para as maneiras de conduta, para as formas de comportamento. Nesse sentido, deviam ser mantidos os padrões tradicionais, inspirados na moral católica. Segundo a concepção de Madre Cecília, a tarefa educativa tinha como finalidade a formação de bons hábitos, em termos morais e religiosos, desde a infância.
Em abril de 1944, a Priora Geral Madre Maria Cecília de São José, endereçou a todas as irmãs da Congregação uma circular, em que traçava diretrizes para a atividade educacional, e que começa com a seguinte advertência: “Um dos mais importantes ofícios da Serva de Maria do Brasil é, sem dúvida, o da educação. Cumpre, pois, conhecer seus verdadeiros métodos, para bem desempenhá-los”. Segue abaixo o escrito por Madre Cecília:
- Criação de bons hábitos - Assim ela se expressava: “Educar”, em geral, é “fazer criar hábitos pela prática de atos sem constrangimento”. Assim, quem quer aprender a cantar, educa a voz segundo as regras da arte; quem quer aprender piano, educa os dedos para conveniente agilidade sobre o teclado; etc. Devendo a Serva de Maria educar na virtude, que tem por objeto a religião de Nosso Senhor Jesus Cristo e a civilização correspondente, a “educação”, para ela, deve ser entendida como sendo: “A arte de inclinar, com a palavra e com o exemplo, a boa-vontade da educanda à prática de atos bons, até criar hábitos de virtudes religiosas e de urbanidade”.

- Bondade como Instrumento educativo - Recomenda ainda Madre Cecília em sua diretrizes: "Dissemos: “inclinar a boa-vontade da educanda”, porque os atos praticados com má vontade não criam hábitos, ou muito imperfeitamente. Assim, quem, não querendo aprender a cantar ou não querendo aprender a tocar piano, exercitasse a voz ou os dedos de má vontade e por meio de castigos, não aprenderia a cantar nem a tocar convenientemente. É, pois, preciso, como condição necessária, a cooperação da boa-vontade de quem se quer educar. E para obter esta “boa vontade”, só há um meio: é a irmã, incumbida de educar, fazer-se amiga da sua educanda, até cativar-lhe o coração, para que a educanda, convencida dessa amizade, estime a sua educadora e lhe obedeça por amor e não por temor de castigo. Só o carinho e a amizade podem cativar o coração da criança. A irmã que não souber cativar o coração da educanda não é idônea para educar; deverá ser afastada desse ofício, porque a sua ação seria prejudicial a si mesma e à educanda, que se tornaria uma revoltada e não uma educada, com hábitos de ódio, de aversão e, não raro, de vingança. Numa palavra, seria ministra do inferno, para o qual educaria as crianças, e não de Jesus Cristo, de quem as afastaria. Deverá, pois, antes de tudo, começar pela ação “pré-educativa” que consiste em “convencer a educanda de que lhe tem verdadeiro amor de mãe, disposta a fazer tudo para a sua felicidade”. A menina, convencida desse amor, semelhante ao amor materno, tem medo de desobedecer à irmã educadora, porque não quer perder o bem-estar que esse amor lhe proporciona; e, assim, obedece por amor e de muito boa- vontade, coisa que nunca poderia conseguir por medo ou por meio de castigos. Infelizmente, este segredo educativo não é muito conhecido e menos ainda praticado. Por isso, a educação da sociedade em geral deixa muito a desejar. Só, pois, a Serva de Maria, que tem fé e amor a Deus, saberá amar a criança em Jesus Cristo, e Jesus Cristo na criança.

- Restrição aos castigos - " Devendo, pois, ser de absoluta necessidade cativar o coração da criança, devem ser excluídos dos meios educativos todos os métodos que possam perturbar a confiança da educanda no amor maternal de quem a educa. Devem ser evitados os castigos e o medo deles, porque a mentalidade infantil não é capaz de compreender que o castigo é ou possa ser ato de amor, embora tal seja na intenção de quem educa. Devem ser empregados só os meios que a criança compreende serem atos de benevolência e amor – o carinho, pois, deve ocupar o primeiro lugar na ação pré-educativa. Quando a irmã chegou a dominar o coração da educanda, deve remover, com muito cuidado, não só o castigo ou ameaça de castigo, porque tanto uma coisa como a outra perturbaria a relação amistosa com a criança, como também, lembrar-se de que sendo a educação mais obra de amor maternal do que ação de autoridade, não deve usar expressões imperativas, para querer que faça ou deixe de fazer alguma coisa, porque as expressões imperativas pertencem à autoridade. Deve empregar pedidos baseados na amizade, usando por exemplo expressões como esta: “minha filhinha, você me quer bem, não é?” A menina não responderá que não. E então dirá: “pelo amor que você me tem e eu tenho a você, não faça mais tal ou tal outra coisa”. Qual a menina que assim tratada poderá desobedecer? Eis, pois, o método que a Serva de Maria deve empregar na educação.

- Educação através do exemplo - Como, porém, a Serva de Maria não deve exercer o ofício de educadora só com a palavra, ela deve considerar-se a si mesma como uma escola de exemplo porque a criança repete o que ouve e faz o que vê fazer. Deve, pois, evitar tudo quanto não se coaduna com a piedade e com a urbanidade. Não se zangue, para não ensinar a zangar-se; não minta, para não ensinar a mentir; não bata, mesmo por brincadeira, para não ensinar a bater; não grite, para não ensinar a gritar; não fale alto, para não ensinar a falar com as pessoas sem educação; evite gargalhadas e não as permita, assim como não permita deitar-se no chão, sentar-se inconvenientemente, etc. Não fale de coisas que desagradam ou lembram sujidades. Não permita anedotas, que podem dar lugar a malícias. Inculque por seu exemplo e palavras respeito aos pais, aos mestres, às pessoas consagradas a Deus e às pessoas de idade. Numa palavra: a educadora, seja recolhida na Igreja, modesta no vestir, tão pouco permita que as meninas andem descalças ou inconvenientemente vestidas; na igreja estejam sempre de véu na cabeça, como manda o Espírito Santo, pelo Apóstolo. Ensine a serem graciosas no trato, sem faltar à modéstia. Tratem a todos com modesto sorriso e boa educação, como convém a quem professa a religião de Nosso Senhor Jesus Cristo, a quem devem imitar no amor a Deus e ao próximo, para que se apure cada vez mais a imagem e semelhança divina que Deus quer na sua criatura racional, e para a qual a criou. Ensinem que tudo que vierem a sofrer pelas influências das criaturas irracionais, como o frio, o calor, etc., ou pela maldade das criaturas racionais, deve ser suportado com paciência e resignação cristã, por ter sido previsto por Deus para a santificação da criatura. Nada mais precioso, para formar em nós a imagem e semelhança divina, do que perdoar as ofensas.

Essas orientações elencadas mostram, claramente, a importância que a Superiora Geral dava à missão educativa das religiosas. Madre Cecília gozava das condições de infraestrutura e de estruturas morais e econômicas, pode-se dizer, um tanto sólidas para poder exigir uma educação de qualidade de suas religiosas. Tais condições tinham como organizadora e gestora, sua companheira desde a adolescência e co-fundadora, Madre Maria Agostinha da Imaculada, nomeada ministra das finanças da Congregação durante todo o tempo do processo de fundação das Servas de Maria. Ela faleceu em 15 de agosto de 1944, no dia de Nossa Senhora da Glória.

### Falecimento de Madre Cecília
Á meia noite do dia 18 de janeiro de 1945, ocorre, na sede da Escola Normal de Carangola, o falecimento de Madre Maria Cecília, Superiora Geral das Servas de Maria do Brasil.
A Prefeitura de Carangola prestou uma homenagem especial à fundadora da Congregação das Servas de Maria, designando, através da portaria n. 99, luto oficial na cidade nos dias 19 e 20 de janeiro, em memória da Rvma Madre, ex-diretora da Escola Normal e do Ginásio Regina Pacis.
O corpo foi transportado para Capital, ocorrendo seu sepultamento no dia 25 de janeiro no Cemitério de Jacarepaguá, após missa exequial na Capela do Orfanato São José.

Em princípios de março de 1945, a “Gazeta de Carangola” voltava a evocar a figura de Madre Cecília, assinalando homenagens que lhe foram prestadas após o falecimento:
"Hoje, decorridos mais de trinta dias do desaparecimento da venerável religiosa, ainda como uma prova do grande respeito e veneração à fúlgida memória da grande benemérita carangolense, referencia hoje as homenagens póstumas que recebeu a grande morta, partidas dos mais proeminentes vultos do país. Sua Revma, o Arcebispo Metropolitano assistiu e oficiou com as suas altas dignidades de pastor as exéquias de Madre Cecília em Jacarepaguá.  Todas as altas dignidades da Igreja, no Brasil, manifestaram, por telegramas e cartas, as suas condolências, dirigidas à Revda. Irmã  ngela, superiora da casa sede da Irmandade em Jacarepaguá, bem como os Exmos. Srs. Drs. Getúlio Vargas, presidente da República, e Gustavo Capanema, DD. Ministro da Educação,...”

### Atuação das Servas de Maria como congregação diocesana do RJ
Ao assumir o governo da arquidiocese do Rio, D. Jaime de Barros Câmara teve como preocupação fundamental a organização interna da instituição eclesiástica, passando a visitar com frequência as paróquias e as casas religiosas, dando uma atenção especial às congregações femininas. Assim, passou a assumir também diretamente a orientação geral da Congregação das Servas de Maria.
Já existindo um Rescrito da Sagrada Congregação dos Religiosos datado de 1931, permitindo a transferência da Casa Mãe da Congregação da cidade de Carangola, Diocese de Caratinga, para a Arquidiocese do Rio de Janeiro; em 25 de janeiro de 1945, foi declarada canonicamente ereta e instituída, sob a dependência direta de D. Jaime Câmara, com todos os direitos, privilégios e prerrogativas das Casas Mães das Congregações Religiosas, a Casa Mãe das Servas de Maria do Brasil.
Neste tempo, a Congregação contava com 74 religiosas, 6 noviças e 6 postulantes, e com a morte de Madre Cecília, foi eleita, para estar na frente do serviço da Congregação, Madre Maria Benigna Consolata, que permaneceu no cargo por um período relativamente breve, falecendo em 1949. A partir de então, o serviço de governo da Congregação passou às mãos de Madre Maria Therezinha do Menino Jesus, primeira conselheira.
Durante o breve governo da 2a. Superiora Geral Madre Benigna da Consolata, foi autorizada a construção da Igreja do Orfanato São José, no qual merece destaque a assessoria que as irmãs receberam de Mons. Guilherme Schubert para a parte artística da construção, a qual recebeu o título de Igreja de Nossa Senhora das Dores no dia 21 de junho de 1954.
Estabelecidas canonicamente, reconhecidas pelos eclesiásticos e o povo, que atendiam com sua atuação apostólica, as Servas de Maria passaram a receber sistemáticas visitas do Cardeal Câmara na casa-mãe de Jacarepaguá, o que lhes dava certa segurança no caminho empreendido após a morte da fundadora, seguida pela morte de Madre Maria Benigna Consolata, que também já havia encerrado sua missão como segunda priora geral da Congregação.

### Renovação espiritual - Concílio Ecumênico Vaticano II
As religiosas, abertas aos sinais dos tempos, deram início a um trabalho de conscientização sobre as orientações que vinham do Concílio Ecumênico Vaticano II, que teve seu início em 1963, antes, portanto, da celebração do primeiro cinquentenário da Congregação.
Com o evento do Espírito Santo que foi o Vaticano II, toda a Congregação buscou meios e formas para acompanhar as orientações que vinham por parte da Igreja, das Conferências Episcopais e das Conferências dos Religiosos. As irmãs abriram-se aos sinais dos tempos como eram apresentados pelas Constituições Lumen gentium – Luz dos Povos – e a Gaudium et Spes – Alegria e Esperança.
O Decreto Perfectae Caritatis – A Caridade Perfeita – sobre a conveniente renovação da Vida Religiosa, foi o impulsionador de todo um movimento.
O Papa Paulo VI, ao apresentar este Decreto, fala, em primeiro lugar, da natureza da Vida Religiosa com estas palavras: "O sagrado Concílio já mostrou, na Constituição que começa pelas palavras Lumen gentium, que a consecução da caridade perfeita por meio dos conselhos evangélicos tem a sua origem na doutrina e nos exemplos do divino mestre e brilha como um sinal luminoso do reino dos céus. Agora, porém, propõe-se tratar da disciplina e vida dos Institutos, cujos membros professam castidade, pobreza e obediência, e prover às necessidades dos mesmos, conforme sugerem os nossos tempos."
A partir de 1963, ao dar de frente com este desafio, as Irmãs Servas de Maria do Brasil passaram a preparar seus seus muitos Capítulos pautadas nestas orientações.
Com o andar da carruagem do Vaticano II, as irmãs percebem que é preciso dar ênfase à questão de buscar “os novos rostos da Missão Servitana”, o que lhes abre os horizontes àquilo que cada Comunidade apresenta em seu Relatório e àquilo que cada uma dá como contribuição com sua fala nas assembléias gerais dos Capítulos e outros momentos de reunião da Congregação, até os dias de hoje.

## Relação das Superioras Gerais da Congregação 1917 - 2015
| Período     | Priora Geral                                                                                          |  |
| ----------- | --- |  |
| 1917 a 1945 | Madre Maria Cecília Juliana de São José (Fundadora)                                                   |  |
| 1945 a 1949 | Madre Maria Benigna Consolata (2a Superiora Geral)                                                    |  |
| 1949 a 1951 | Madre Maria Therezinha do Menino Jesus (Sexênio concluído pela 1a Conselheira Assistente 1951 a 1957) |  |
| 1951 a 1957 | Madre Maria de São Lucas                                                                              |  |
| 1957 a 1963 | Madre Maria de São Lucas                                                                              |  |
| 1963 a 1969 | Madre Maria Beatriz                                                                                   |  |
| 1969 a 1975 | Madre Maria Beatriz                                                                                   |  |
| 1975 a 1981 | Madre Maria Cândida (Sexênio prorrogado por 1 ano, decreto 13/02/1981)                                |  |
| 1981 a 1985 | Madre Maria Leônia de Cristo Rei (Governo nomeado)                                                    |  |
| 1985 a 1991 | Madre Maria Cândida                                                                                   |  |
| 1991 a 1997 | Madre Maria Leônia de Cristo Rei                                                                      |  |
| 1997 a 2003 | Madre Maria Leônia de Cristo Rei                                                                      |  |
| 2003 a 2009 | Irmã Agnela Alda da Silva                                                                             |  |
| 2009 a 2015 | Irmã Maria das Graças Valadares                                                                       |  |
| 2015 a 2018 | Irmã Maria das Graças Valadares                                                                       |  |

1. ↑  «Servite Order». Wikipedia (em inglês). 25 de maio de 2017
2. 1 2 3  PREFEITO, Luiz Cesar Soares Ricardo (22 de Setembro de 2016). «Projeto de Lei 059 2016 Lei Municipal 4.880 2016 - Autoriza o Município de Carangola a Firmar Termo de Comodato com Inst. Ass. Civil Servas de Maria do Brasil». Câmara Municipal de Carangola - Portal da Transparência. p. 10-11. A Congregação das Servas de Maria do Brasil é um instituto de Vida Consagrada, de Direito Diocesano, conforme Decreto de 19/10/1921, assinado pelo bispo da Diocese de Caratinga, Minas Gerais, Dom Carlos Fernandes da Silva Távora. ... Por Decreto em 02/05/1922, foi agregada a Ordem do Servos de Maria , resguardando assim sua autonomia jurídica.
3. ↑  OLIVEIRA, Mons. Raul Motta (Julho de 2017). «Especial: Servas de Maria do Brasil» (PDF). Gráfica-Editora Dom Carloto Ltda. Diretrizes-Revista da Diocese de Caratinga (ed.790, Ano:XLIV): 18-20
4. ↑  «Biografia de Pio IX». www.vatican.va. Consultado em 13 de novembro de 2017
5. ↑  «Syllabus - MONTFORT». www.montfort.org.br. Consultado em 13 de novembro de 2017
6. ↑  «Jubileu de ouro sacerdotal do Padre Nino Minelli». www.bndigital.bn.gov.br/hemeroteca-digital. A Noite (RJ) (ed.11172). 4 páginas. 20 de março de 1943. .. o benquisto sacerdote, tão estimado quanto humilde, fundou a Ordem Terceira Regular das Servas de Maria...
7. ↑  «Fundadora». www.servita.com.br. Consultado em 13 de novembro de 2017
8. ↑  «Theatros». www.bndigital.bn.gov.br/hemeroteca-digital. O Século (RJ) (ed.00558). 2 páginas. 23 de junho de 1908
9. ↑  «Concertos». www.bndigital.bn.gov.br/hemeroteca-digital. O Paiz (RJ) (ed.08852). 2 páginas. 28 de dezembro de 1908
10. ↑  VOLPE, Maria Alice (2014). Notas introdutórias à Elegia para violoncelo (ou violino) e piano de Homero de Sá Barreto (1884-1924) (PDF). v.17 2ª ed. Rio de Janeiro, RJ: Revista Brasileira de Música _ Programa de Pós-Graduação em Música. p. 373. Consultado em 5 de novembro de 2017. Ainda no Rio de Janeiro, Salão do Instituto Nacional de Música, em 27 de setembro de 1908, no concerto da Associação Damas de Santa Cecília, organizado por D. Camilla da Conceição, presidente, em festa de caridade em benefício dos pobres, ocasião em que teve lugar uma conferência seguida de concerto, ..
11. ↑  «Concertos». www.bndigital.bn.gov.br/hemeroteca-digital. O Paiz (RJ) (ed.09144). 3 páginas. 17 de outubro de 1909
12. ↑  «Escola da Associação das Damas de Santa Cecília». Correio da Manhã(RJ) (ed.02800). 4 páginas. 16 de março de 1909
13. ↑  LEME, Luiz Gonzaga da Silva (1904). Genealogia Paulistana - Tit. Lemes. v.II 1ª ed. São Paulo, SP: Duprat&Comp. 457 páginas. Consultado em 5 de novembro de 2017. 8.1 Dr. Pedro Dias Gordilho Paes Leme casado com sua prima Maria José de Mello Paes Leme f.ª de 7-5 adiante...
14. ↑  Associação das Damas de Santa Cecília (19 de fevereiro de 1908). Livro de Atas. Rio de Janeiro, RJ: [s.n.] p. 05
15. ↑  «Declarações - Associação Damas de S. Cecília». www.bndigital.bn.gov.br/hemeroteca-digital. Correio da Manhã (RJ) (ed.05478). 7 páginas. 29 de janeiro de 1914
16. ↑  Associação das Damas de Santa Cecília (4 de fevereiro de 1914). Livro de Atas. Rio de Janeiro, RJ: [s.n.] p. 18 verso
17. ↑  «Notas Sociaes». www.bndigital.bn.gov.br/hemeroteca-digital. O Imparcial (RJ) (ed.04643). 4 páginas. 9 de setembro de 1925. ...virtuoso prelado monsenhor José Silveira da Rocha, vigário da matriz de S. Gonçalo, na visinha cidade de Nictheroy...
18. ↑  «Collegio da Imacullada Conceição». www.bndigital.bn.gov.br/hemeroteca-digital. A União (RJ) (ed.00058). 3 páginas. 22 de julho de 1917
19. ↑  «Rio de Janeiro». www.bndigital.bn.gov.br/hemeroteca-digital. A União (RJ) (ed.00005). 2 páginas. 16 de janeiro de 1919. Ao Orphanato de S. José, no Collegio de N.Sra. da Conceição, em São Gonçalo de Nicteroy a cargo das Servas de Maria...
20. ↑  Associação das Servas de Maria (20 de janeiro de 1920). Livro de Atas 2. São Gonçalo, RJ: [s.n.]
21. ↑  COSTA, Waldemar. «Paróquia Nossa Senhora do Loreto de Jacarepaguá». Padre Felício Magaldi pároco da N.S. do Loreto de 1916-1921. Consultado em 5 de novembro de 2017
22. ↑  Paróquia de Nossa Senhora de Loreto (8 de março de 1922). Carta Testemunho. Rio de Janeiro, RJ: [s.n.]
23. ↑  ALMEIDA, Padre Joaquim Furtado d' (21 de julho de 1921). «Semanário Católico». Carangola, MG. A Verdade. v.1
24. 1 2  «Servas de Maria - Uma Congregação brasileira de religiosas». www.bndigital.bn.gov.br/hemeroteca-digital. A União (RJ) (ed.90). 1 páginas. 12 de novembro de 1922
25. ↑  DIAS, Odir Jacques. «Os institutos Femeninos de los Siervos de Maria entre 1848 Y 1950» I Congreso de Historia y Espiritualidad (PDF). Ordo Servorum Mariae. p. 32. Consultado em 7 de novembro de 2015. "- Servas de Maria del Brasil (2 de mayo de 1922); refundación en Jacarapaguá de las que nació en São Gonçalo en 1917 y agregadas en 1919;"  Cfr. AGOSM. Reg. PP. Gen. Rom., 50, p. 97 (amplio resumen), Ediciones: «Acta OSM», 3 (1922-1924), pp. 79-81; Constituições das Irmãs Mantelladas Ordem Terceira Regular das Servas de Maria (Congregação do Brasil), Rio de Janeiro 1925, pp. XXIII-XXV (entre los «documenta fundationis» de las pp. III-XXXIII)
26. ↑  AGREDÁ, Soror Maria de Jesus de (1992). Mística Cidade de Deus 1 ed. Brasil: Louva Deus. 410 páginas. ISBN 8533700490
27. 1 2  BRASIL, Congregação das Servas de Maria do. Arquivo Geral. Rio de Janeiro, RJ: [s.n.]
28. ↑  «A Escola». Escola Servita Regina Pacis. Consultado em 9 de novembro de 2017
29. ↑  «Semanário Católico». Carangola, MG. A Verdade. 9 de maio de 1922
30. ↑  HOSKEN, Hercílio Motta. Desenvolvimento cultural e educacional no entorno da Zona da Mata. Carangola, MG: [s.n.] p. 122-7
31. ↑  «Escola Normal Arthur Bernardes das Servas de Maria». www.bndigital.bn.gov.br/hemeroteca-digital. A Cruz (RJ) (ed.00051). 2 páginas. 20 de dezembro de 1931
32. ↑  COIMBRA, Jana (1 de fevereiro de 2012). «Carangola sem história». JCC - Jornal da Cidade Carangola. Consultado em 9 de novembro de 2017. A Escola Servita Regina Pacis, há 90 anos instalada em Carangola, é um dos cartões postais da cidade, tombada pelo patrimônio. Na teoria, as reformas para a preservação deviam ser financiadas pelo poder público. Quando foi preciso reformar a capela da escola, em 2008, a restauração foi paga com o dinheiro da própria instituição. Na maioria das vezes, o custo da conservação é semelhante ao de uma obra comum. Quando o imóvel se encontra muito deteriorado, por falta de manutenção, torna-se necessário executar intervenções de maior porte, que encarecem a obra. Outra situação é a dos prédios que contêm materiais, elementos decorativos, ou técnicas construtivas excepcionais, como a Capela da Escola Servita. Nesses casos é necessário utilizar mão-de-obra especializada, elevando o custo dos serviços.
33. ↑  Gerência de Cooperação Municipal, Diretoria de Promoção do IEPHA/MG (2016). «até o ano de 2016 - exercício 2017». Relação de Bens protegidos pelos Municípios, (apresentados ao ICMS Patrimônio Cultural), pela União e pelo Estado (PDF). Belo Horizonte, MG: [s.n.] p. 27. Consultado em 7 de novembro de 2017. Decreto de tombamento ou registro nº 3121/2003, Escola Servita Regina Pacis, município de Carangola
34. ↑  «Orphanato para meninas». www.bndigital.bn.gov.br/hemeroteca-digital. O Paiz (RJ) (ed.14070). 9 páginas. 29 de abril de 1923
35. ↑  Teodoro, Miguel Aparecido (2014). Guaçuí/ES Ensaio & História - Colonização Desenvolvimento & Cultura 1ª ed. Rio de Janeiro, RJ: Agbook - Alphagraphics. pp. 204–205, 354. ISBN 978-85-65826-32-7
36. ↑  «Diocese de Pouso Alegre». www.bndigital.bn.gov.br/hemeroteca-digital. A União (RJ) (ed.00103). 51 páginas. 25 de dezembro de 1925. Irmans Servas de Maria, em Santa Rita do Sapucahy
37. ↑  «Escola Normal Dr. Basílio Furtado». www.bndigital.bn.gov.br/hemeroteca-digital. A Cruz (RJ) (ed.00024). 7 páginas. 15 de junho de 1930
38. ↑  «Instrução:». www.bndigital.bn.gov.br/hemeroteca-digital. Almanak Laemmert : Administrativo, Mercantil e Industrial (RJ) (ed.A00092). 797 páginas. 1936. Escola Normal Dr. Basílio Furtado, Irmãs Servas de Maria
39. ↑  «Um preito de justiça e gratidão». Rio Novo, MG. A Gazeta (Ano.IX , nº 8): 1-4. 8 de março de 1945
40. ↑  «Servas de Maria do Brasil». www.bndigital.bn.gov.br/hemeroteca-digital. A União (RJ) (ed.00050). 4 páginas. 21 de junho de 1925. No dia 03 realizou-se alli a inauguração do Collegio N. Sra. das Dores, dirigida pela referida Congregação
41. ↑  «A Época (MG)». Caratinga, MG (54). 5 de junho de 1925
42. ↑  «Apostolado da oração em Caratinga». www.bndigital.bn.gov.br/hemeroteca-digital. O Malho (RJ) (ed.1207). 40 páginas. 31 de outubro de 1925
43. ↑  «Jacarépaguá». www.bndigital.bn.gov.br/hemeroteca-digital. Correio da Manhã (RJ) (ed.09460). 9 páginas. 27 de novembro de 1925
44. ↑  «Escolares». www.bndigital.bn.gov.br/hemeroteca-digital. Correio da Manhã (RJ) (ed.09834). 9 páginas. 8 de fevereiro de 1927. "Inaugura-se no próximo dia 13 as 3 horas da tarde...em Jacarepaguá, o Collegio Nossa Senhora Rainha dos Corações, dirigido pela rvma, Madre Superiora Geral da Servas de Maria do Brasil, Irmã Cecília J. de S. José O. S.
45. ↑  «Aspectos Suburbanos». www.bndigital.bn.gov.br/hemeroteca-digital. Correio da Manhã (RJ) (ed.09976). 13 páginas. 24 de julho de 1927
46. ↑  Servas de Maria do Brasil (1931). Arquivo Central. Rio de Janeiro, RJ: [s.n.]
47. ↑  BOOF, Irmã Maria Lina (2017). Centenário da Congregação Servas de Maria do Brasil. Rio de Janeiro: Gráfica Algo Mais. pp. 78–79
48. ↑  «Congregação das Servas de Maria». www.bndigital.bn.gov.br/hemeroteca-digital. A Cruz (RJ) (ed.00008). 6 páginas. 21 de fevereiro de 1932. Em Jacarepaguá, onde está situada a casa mãe desse instituto...
49. ↑  «Amparando a infância desvalida». www.bndigital.bn.gov.br/hemeroteca-digital. Correio da Manhã (RJ) (ed.14321). 3 páginas. 12 de julho de 1941
50. ↑  QUEIROZ, Raquel (1959). «Orfãs: Um convite para caridade». www.bndigital.bn.gov.br/hemeroteca-digital. A Cigarra (RJ) (ed.11): 94-97
51. ↑  Circular sobre os métodos educativos (Arquivo Central da Congregação das Servas de Maria do Brasil). Rio de Janeiro - RJ: [s.n.] 1944
52. ↑  BOFF, Irmã Maria Lina (2017). Centenário da Congregação Servas de Maria do Brasil. Rio de Janeiro: Gráfica Algo Mais. pp. 94–98
53. ↑  «Madre Maria Cecília». www.bndigital.bn.gov.br/hemeroteca-digital. Jornal do Brasil (RJ) (ed.00028). 8 páginas. 3 de fevereiro de 1945
54. ↑  «Madre Maria Cecília Juliana de S. José, O.S.M.». www.bndigital.bn.gov.br/hemeroteca-digital. Jornal do Brasil (RJ) (ed.00019). 6 páginas. 24 de janeiro de 1945
55. ↑  «Através do Brasil e do Mundo». www.bndigital.bn.gov.br/hemeroteca-digital. Lar Católico (ed.00007). 83 páginas. 11 de fevereiro de 1945. Faleceu em Carangola, a Revma. Madre Cecília Juliana de S. José. OSM.
56. ↑  «Falecimentos». www.bndigital.bn.gov.br/hemeroteca-digital. Correio da Manhã (RJ) (ed.15408). 9 páginas. 24 de janeiro de 1945
57. ↑  «Homenagens Póstumas». Gazeta de Carangola (ed.956). 1 páginas. 3 de março de 1945